# Thọ Dương
Thọ Dương (chữ Hán giản thể: 寿阳县, âm Hán Việt: Thọ Dương huyện) là một huyện thuộc địa cấp thị Tấn Trung, tỉnh Sơn Tây, Cộng hòa Nhân dân Trung Hoa. Huyện Thọ Dương có diện tích 2111 km², dân số năm 2002 là 210.000 người. Về mặt hành chính, Thọ Dương được chia ra thành 7 trấn và 15 hương. 
- Trấn: Thành Quan, Tôn Ngải, Nam Yên Trúc, Bình Đầu, Tây Lạc, Tùng Tháp, Duẫn Chi.
- Hương: Thành Quan, Bình Thư, Nam Trang, Thái An Dịch, Thượng Hồ, 篡 Mộc, Dương Đầu Nhai, Bạch Vân, Trưởng Lĩnh, Cảnh Thượng, Mã Đô, Lạc Ma Tự, Thất Lý Hà, Ôn Gia Trang, Giải Sầu.